# Adolf Stelzer (Fussballspieler, 1882)
Adolf Stelzer (* 15. Juli 1882; † 12. Juni 1950) war ein Schweizer Fussballspieler.

## Leben
Adolf Stelzer war als Abwehrspieler vom 1. Juli 1901 bis 30. Juni 1914 u. a. Aktiver vom FC Zürich.
Im April 1910 war er im Freundschaftsspiel gegen Deutschland, welches 2:3 verloren ging, für die helvetische Fussballnationalmannschaft aktiv.